# Bione
Bione là một đô thị trong tỉnh tỉnh Brescia thuộc vùng Lombardia, Ý. Đô thị này có diện tích 17 kilômét vuông, dân số 1396 người. Các đô thị giáp ranh gồm: Agnosine, Casto, Lumezzane, Preseglie, Vestone